# Ekaterina Pavlovna Romanova
Ekaterina Pavlovna Romanova, in russo Екатерина Павловна? (Puškin, 10 maggio 1788 – Stoccarda, 9 gennaio 1819), nata granduchessa di Russia e, per matrimonio, duchessa consorte di Holstein-Oldenburg come moglie di Giorgio di Holstein-Oldenburg  e, in seguito, regina consorte del Württemberg come moglie di Guglielmo I di Württemberg.

## Famiglia d'origine
Ekaterina Pavlovna era figlia dello zar Paolo I (1754–1801) e della zarina Marija Fëdorovna nata Sofia Dorotea di Württemberg (1759–1828). Era nipote dell'imperatrice Caterina II la grande ed era sorella dei futuri zar Alessandro I e Nicola I di Russia.
Ekaterina ebbe un'infanzia felice. La sua educazione fu seguita per i primi anni dalla madre, poi essa proseguì i suoi studi costantemente con numerose letture di nuove pubblicazioni letterarie e mantenendo relazioni personali con gente appartenente a classi differenti.
Tra tutti i suoi numerosi fratelli Ekaterina ebbe un rapporto speciale con Alessandro, futuro zar, testimoniato dalla abbondante corrispondenza che i due fratelli si scambiarono per tutta la vita.

## Matrimoni
Dopo il fallimento dei piani di Napoleone, che per un breve periodo aveva pensato di sposarla, Ekaterina contrasse il 3 agosto 1809 un primo matrimonio con il cugino Giorgio di Holstein-Oldenburg (1784-1812), figlio del granduca Pietro I di Oldenburg (1755-1829) e della granduchessa Federica Elisabetta di Württemberg (1765-1785).
Il matrimonio tra Ekaterina e Giorgio venne celebrato il 3 agosto del 1809 a San Pietroburgo. La coppia ebbe due figli:
- Alessandro, nato il 30 agosto del 1810 e morto il 16 novembre del 1829;
- Pietro, nato il 26 agosto del 1812 e morto il 14 maggio del 1881, che sposò la principessa Teresa di Nassau-Weilburg.

Nonostante si trattasse di un matrimonio combinato e Giorgio non fosse fisicamente prestante, Ekaterina si dedicò completamente al marito, fino alla sua morte, avvenuta il 27 dicembre del 1812 a causa della febbre tifoide.
Rimasta vedova, Ekaterina accompagnò il fratello Alessandro I durante una visita in Inghilterra, dove incontrò il principe ereditario del Württemberg Guglielmo, figlio del re Federico I di Württemberg (1754–1816) e della principessa Augusta Carolina di Brunswick-Wolfenbüttel (1764–1788). I due si innamorarono immediatamente e Guglielmo decise di divorziare dalla moglie, Carolina Augusta di Baviera, per sposare Ekaterina.
Le nozze vennero celebrate a San Pietroburgo il 24 gennaio del 1816 e, lo stesso anno, Ekaterina divenne regina consorte del Württemberg. La coppia ebbe due figlie:
- Maria Federica Carlotta, nata il 30 ottobre del 1816 e morta il 4 gennaio del 1887, sposò nel 1840 il conte Alfredo di Neipperg;
- Sofia Federica Matilde, nata il 17 giugno del 1818 e morta il 3 giugno del 1877, sposò nel 1839 il re Guglielmo III dei Paesi Bassi.

Come regina del Württemberg Ekaterina si dedicò alla creazione di centri di associazione caritatevole. Nel 1818 fondò a Stoccarda una scuola per ragazze e un ospedale.
Ekaterina morì il 9 gennaio del 1819 a causa di un grave attacco di erisipela, complicata da una polmonite. Il marito fece erigere un mausoleo nei pressi di Stoccarda, dedicato a lei.

## Ascendenza
|                                         |                                   |                                           | Genitori                                 |  |  | Nonni |  |  | Bisnonni                           |  |  | Trisnonni                       |  |
|                                         |                                   |                                           |                                          |  |  |       |  |  | Carlo Federico di Holstein-Gottorp |  |  | Federico IV di Holstein-Gottorp |  |
|                                         |                                   |                                           |                                          |  |  |       |  |  | Carlo Federico di Holstein-Gottorp |  |  | Federico IV di Holstein-Gottorp |  |
|                                         |                                   | Edvige Sofia di Svezia                    |                                          |  |  |       |  |  | Carlo Federico di Holstein-Gottorp |  |  |                                 |  |
| Pietro III di Russia                    |                                   |                                           |                                          |  |  |       |  |  | Carlo Federico di Holstein-Gottorp |  |  |                                 |  |
|                                         |                                   | Anna Petrovna Romanova                    | Pietro I di Russia                       |  |  |       |  |  |                                    |  |  |                                 |  |
|                                         |                                   | Anna Petrovna Romanova                    | Pietro I di Russia                       |  |  |       |  |  |                                    |  |  |                                 |  |
|                                         |                                   | Anna Petrovna Romanova                    | Caterina I di Russia                     |  |  |       |  |  |                                    |  |  |                                 |  |
| Paolo I di Russia                       |                                   | Anna Petrovna Romanova                    |                                          |  |  |       |  |  |                                    |  |  |                                 |  |
|                                         |                                   | Cristiano Augusto di Anhalt-Zerbst        | Giovanni Luigi I di Anhalt-Zerbst        |  |  |       |  |  |                                    |  |  |                                 |  |
|                                         |                                   | Cristiano Augusto di Anhalt-Zerbst        | Giovanni Luigi I di Anhalt-Zerbst        |  |  |       |  |  |                                    |  |  |                                 |  |
|                                         |                                   | Cristiano Augusto di Anhalt-Zerbst        | Cristina di Zeutsch                      |  |  |       |  |  |                                    |  |  |                                 |  |
| Caterina II di Russia                   |                                   | Cristiano Augusto di Anhalt-Zerbst        |                                          |  |  |       |  |  |                                    |  |  |                                 |  |
|                                         |                                   | Giovanna di Holstein-Gottorp              | Cristiano Augusto di Holstein-Gottorp    |  |  |       |  |  |                                    |  |  |                                 |  |
|                                         |                                   | Giovanna di Holstein-Gottorp              | Cristiano Augusto di Holstein-Gottorp    |  |  |       |  |  |                                    |  |  |                                 |  |
|                                         |                                   | Giovanna di Holstein-Gottorp              | Albertina Federica di Baden-Durlach      |  |  |       |  |  |                                    |  |  |                                 |  |
| Ekaterina Pavlovna Romanova             |                                   | Giovanna di Holstein-Gottorp              |                                          |  |  |       |  |  |                                    |  |  |                                 |  |
|                                         | Carlo I Alessandro di Württemberg | Federico Carlo di Württemberg-Winnental   |                                          |  |  |       |  |  |                                    |  |  |                                 |  |
|                                         | Carlo I Alessandro di Württemberg | Federico Carlo di Württemberg-Winnental   |                                          |  |  |       |  |  |                                    |  |  |                                 |  |
|                                         | Carlo I Alessandro di Württemberg | Eleonora Giuliana di Brandeburgo-Ansbach  |                                          |  |  |       |  |  |                                    |  |  |                                 |  |
| Federico II Eugenio di Württemberg      | Carlo I Alessandro di Württemberg |                                           |                                          |  |  |       |  |  |                                    |  |  |                                 |  |
|                                         |                                   | Maria Augusta di Thurn und Taxis          | Anselmo Francesco di Thurn und Taxis     |  |  |       |  |  |                                    |  |  |                                 |  |
|                                         |                                   | Maria Augusta di Thurn und Taxis          | Anselmo Francesco di Thurn und Taxis     |  |  |       |  |  |                                    |  |  |                                 |  |
|                                         |                                   | Maria Augusta di Thurn und Taxis          | Maria Ludovica Anna di Lobkowicz         |  |  |       |  |  |                                    |  |  |                                 |  |
| Sofia Dorotea di Württemberg            |                                   | Maria Augusta di Thurn und Taxis          |                                          |  |  |       |  |  |                                    |  |  |                                 |  |
|                                         |                                   | Federico Guglielmo di Brandeburgo-Schwedt | Filippo Guglielmo di Brandeburgo-Schwedt |  |  |       |  |  |                                    |  |  |                                 |  |
|                                         |                                   | Federico Guglielmo di Brandeburgo-Schwedt | Filippo Guglielmo di Brandeburgo-Schwedt |  |  |       |  |  |                                    |  |  |                                 |  |
|                                         |                                   | Federico Guglielmo di Brandeburgo-Schwedt | Giovanna Carlotta di Anhalt-Dessau       |  |  |       |  |  |                                    |  |  |                                 |  |
| Federica Dorotea di Brandeburgo-Schwedt |                                   | Federico Guglielmo di Brandeburgo-Schwedt |                                          |  |  |       |  |  |                                    |  |  |                                 |  |
|                                         |                                   | Sofia Dorotea di Prussia                  | Federico Guglielmo I di Prussia          |  |  |       |  |  |                                    |  |  |                                 |  |
|                                         |                                   | Sofia Dorotea di Prussia                  | Federico Guglielmo I di Prussia          |  |  |       |  |  |                                    |  |  |                                 |  |
|                                         |                                   | Sofia Dorotea di Prussia                  | Sofia Dorotea di Hannover                |  |  |       |  |  |                                    |  |  |                                 |  |
|                                         |                                   | Sofia Dorotea di Prussia                  |                                          |  |  |       |  |  |                                    |  |  |                                 |  |